# Železniční trať Vratislav–Zhořelec
Železniční trať Vratislav–Zhořelec (v Polsku označená číslem 274)
je hlavní elektrifikovaná železniční trať v Polsku, o délce 202,535 km. Trať byla jednou z prvních německých elektrizovaných tratí, nazývaná též Slezská horská dráha (polsky Śląska Kolej Górska, německy Schlesische Gebirgsbahn). Před druhou světovou válkou zajišťovala zásobování Saska a Braniborska slezským černým uhlím. Vede ze Zhořelce přes Lubáň, Jelení Horu, Valbřich v Dolním Slezsku do Vratislavi, protíná ji státní hranice s Německem.

## Historie
První plány spojení Zhořelce s Valbřichem přes Jelení Horu a dále do Kladska (Glatz) se objevily již v roce 1853. Prusko tehdy plánovalo přímé spojení Berlína s Vídní, které by se vyhnulo Sasku. Rakouské císařství však ze strategických důvodů nemělo zájem na vybudování hlavní trati vedoucí paralelně podle jeho hranic.
Vzhledem k postupující industrializaci však byl původní plán nakonec realizován, 24. září 1862 schválil Pruský zemský sněm stavbu trati ze Zhořelce do Valbřichu s odbočující tratí do Kohlfurtu (Węgliniec). Trať byla budována postupně, poslední úsek byl otevřen 16. srpna 1867. První úsek byl elektrifikován již v roce 1915, vzhledem k probíhající první světové válce však byla elektrifikace celé trati dokončena až v roce 1923. V závěru 2. světové války bylo trakční vedení demontováno a později, již pod polskou správou obnoveno.